# Berlin (zespół muzyczny)
Berlin – amerykańska grupa muzyczna z nurtu new wave, której liderem oraz wokalistką jest Terri Nunn. Zespół został założony w 1979 w hrabstwie Orange w Kalifornii.
Pierwszy singel grupy, „A Matter of Time” został wydany w roku 1980 przez wytwórnię I.R.S. Records. Singel ten zrealizowano wraz z piosenkarką Virginii Macolino, gdyż Terri Nunn tymczasowo opuściła zespół w celu rozpoczęcia kariery filmowej. Ich pierwszym znaczącym hitem była kontrowersyjna piosenka „Sex (I'm A...)” (1982), której emisji zakazały niektóre amerykańskie stacje radiowe.
Prawdziwą sławę przyniosła zespołowi nastrojowa piosenka „Take My Breath Away”, która pochodzi z filmu Top Gun (1986). Za tę piosenkę grupa zdobyła Oscara 1986 za najlepszą piosenkę. Singel z tą piosenką (1986) jest do dziś najlepiej sprzedającym się singlem zespołu, a sama piosenka stała się ogromnym międzynarodowym przebojem. Poza tym zespół wylansował dwa duże hity: „The Metro” i „No More Words”.

## Dyskografia

### Albumy muzyczne
- 1980 Information
- 1982 Pleasure Victim (wydany przez Geffen Records w 1983)
- 1984 Love Life
- 1986 Count Three And Pray
- 1987 Dancing In Berlin
- 1988 Best Of Berlin 1979-1988
- 1997 Master Series
- 1999 Fall Into Heaven
- 1999 Fall Into Heaven 2
- 2000 Greatest Hits Remixed
- 2000 LIVE: Sacred & Profane
- 2002 Voyeur
- 2005 4Play

### Single
- Information:
  - 1980 „A Matter of Time”
  - 1980 „Fascination”

- Pleasure Victim:
  - 1981 „Tell Me Why”
  - 1982 „Sex (I'm A...)”
  - 1983 „The Metro”
  - 1983 „Masquerade”

- Love Life:
  - 1984 „No More Words”
  - 1984 „Now It's My Turn”
  - 1984 „Dancing In Berlin”
  - 1985 „Touch”

- Count Three and Pray:
  - 1986 „Take My Breath Away”
  - 1986 „Like Flames”
  - 1986 „You Don't Know”
  - 1986 „Pink and Velvet”

- Voyeur:
  - 2002 „Blink of an Eye”
  - 2003 „With a Touch”

W Wielkiej Brytanii singel „Take My Breath Away” był wydany dwukrotnie: w 1988 oraz w 1990 roku.